# Bruce Baden Collette
Bruce Baden Collette   (Brooklyn, 1934) és un ictiòleg estatunidenc.

## Publicacions
- The diversity of fishes : biology, evolution, and ecology amb Gene S. Helfman iDouglas E. Facey); Malden (Mass.) : Blackwell science, cop. 2009.[2]
- Results of the Tektite Program: ecology of coral reef fishes (amb Sylvia Alice Earle); Natural History Museum, Los Angeles County, 1972.[3]

## Curiosistats
- Hyporhamphus collettei va ser anomenat en honor seu.[4]